# Hawker Osprey
Le Hawker Osprey est un avion militaire de l'entre-deux-guerres britannique, qui a servi dans la Fleet Air Arm comme avion de chasse et avion de reconnaissance de novembre 1932 jusqu'au début de la Seconde Guerre mondiale. C'est la version navalisée du bombardier de jour Hawker Hart, entré en service en novembre 1932 après un premier vol de son prototype en 1930.

## Conception
Afin de pouvoir être utilisé soit à partir d'un porte-avions soit comme hydravion, le Hawker Hart a du bénéficier d'un renforcement du fuselage, pour résister au catapultage, ainsi que de modifications de son train d'atterrissage pour recevoir soit des roues soit des flotteurs avant de devenir le Hawker Osprey. Comme le Hawker Hart, il était propulsé par un moteur Rolls-Royce Kestrel 12-cylindres en V et son armement se composait de deux mitrailleuses de 7,7 mm (une Vickers synchronisée avec l'hélice devant et une Lewis derrière). Il est connu pour ses versions de chasse de la marine, il fut aussi développé en version de reconnaissance et en version de bombardement léger.

## Engagements
Conçus au départ pour voler de concert avec les Hawker Nimrod, les Osprey ne s'avérèrent pas assez rapides pour tenir ce rôle et servirent essentiellement comme patrouilleurs au-dessus des fleuves et des baies de l'Extrême-Orient, dans les régions qui étaient à l'époque placées sous la protection de la Royal Navy. Au cours de cette période les deux porte-avions britanniques, le HMS Eagle et le HMS Hermes, se relayaient en Extrême-Orient, et effectuèrent des croisières en Méditerranée, en Mer Rouge et dans d'autres mers plus lointaines.
Retirés de la première ligne en 1939 à la veille de la Seconde Guerre mondiale et remplacés par les Blackburn Skua, les trente Osprey survivants ne virent les combats qu'en tant que remorqueurs de cibles, le dernier étant retiré du service le 27 avril 1944.

## Opérateurs
En dehors du Royaume-Uni, il fut utilisé par :
- Suède

La Suède utilisa le Osprey (de même que le Hawker Hart). Jusqu'en 1940, le transport d'hydravions Gotland pouvait transporter 6 Osprey. 
- Portugal
- Espagne

Trois Hawker Osprey ont été également livrés au Portugal et à l'Espagne.

## Variantes
- Osprey Mk.I qui fut construit à 129 exemplaires
- Osprey Mk.II qui fut construit à 14 exemplaires, avec des améliorations mineures sur le plan des flotteurs
- Osprey Mk.III qui fut construit à 52 exemplaires, dont la principale modification était une hélice métallique ayant un meilleur rendement et qui transportait un dinghy
- Osprey Mk.IV qui fut construit à 26 exemplaires, avec moteur plus puissant fournissant 640 ch.